# Кумедзима (посёлок)

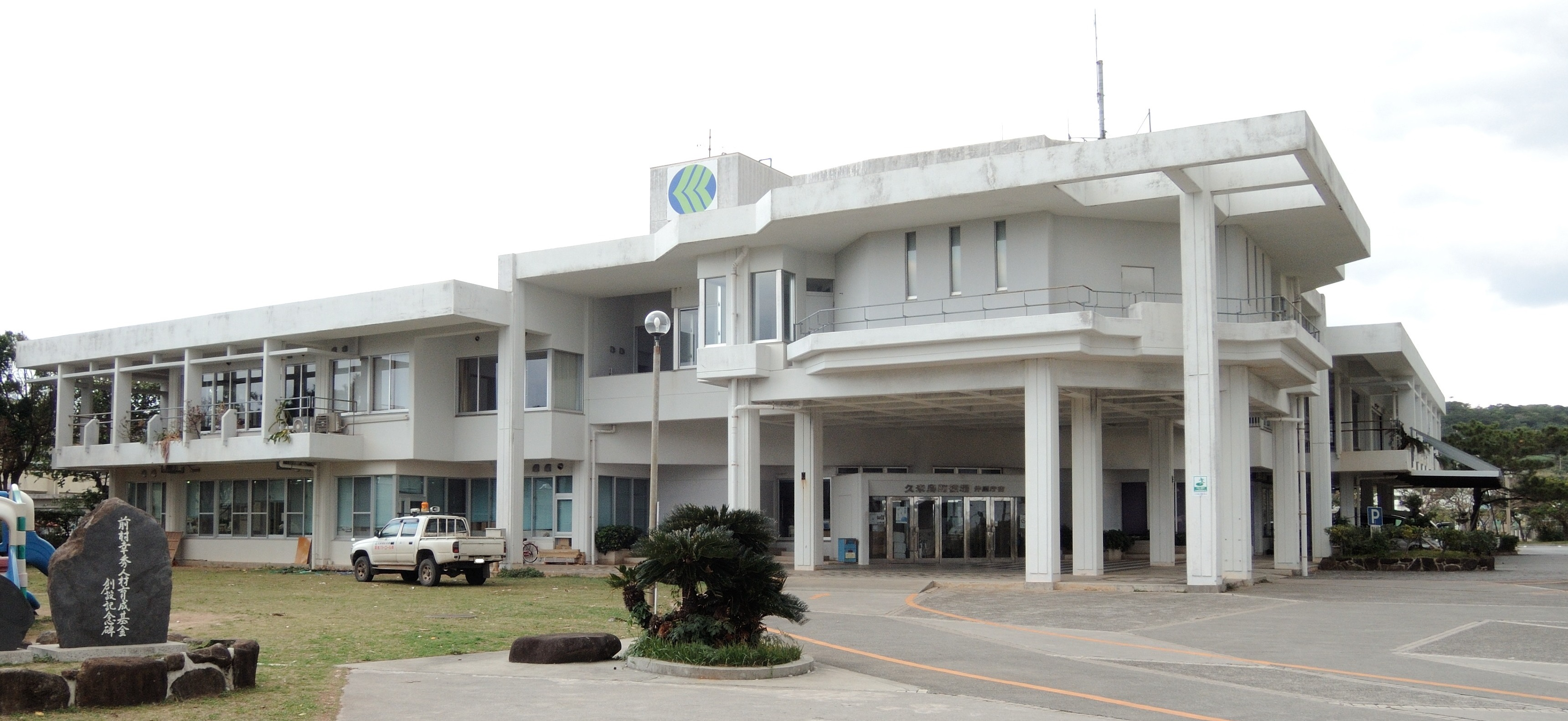
Мэрия посёлка Кумедзима

Кумедзима (яп. 久米島町 Кумэдзима-тё:) — посёлок в Японии, находящийся в уезде Симадзири префектуры Окинава. Появился в 2002 году в результате объединения сёл Накадзато (яп. 仲里村) и Гусикава (яп. 具志川村). Площадь посёлка составляет 63,50 км², население — 8118 человек (1 августа 2014), плотность населения — 127,84 чел./км².

## Географическое положение
Посёлок расположен на острове Кумедзима в префектуре Окинава региона Кюсю.

## Население
Население посёлка составляет 8118 человек (1 августа 2014), а плотность — 127,84 чел./км². Изменение численности населения с 1980 по 2005 годы:
| 1980 | 10 187 чел. |  |
| 1985 | 10 238 чел. |  |
| 1990 | 10 309 чел. |  |
| 1995 | 9819 чел.   |  |
| 2000 | 9359 чел.   |  |
| 2005 | 9177 чел.   |  |